# Grace Fu

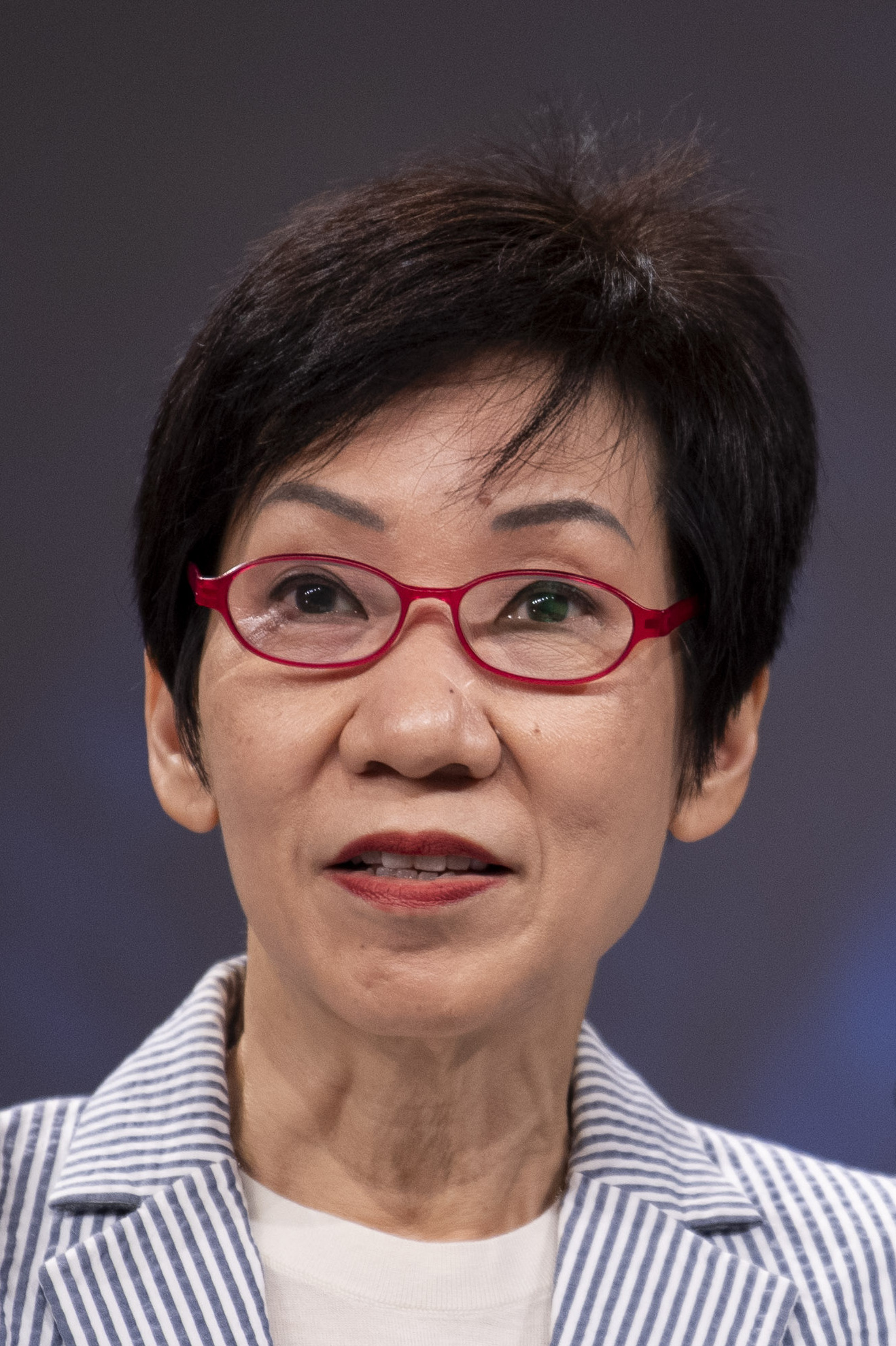
Grace Fu (2024)

Grace Fu Hai Yien (* 29. März 1964 in Singapur) ist eine singapurische Politikerin (PAP). Sie ist als Mitglied der regierenden Partei People’s Action Party Ministerin für Kultur, Gemeinschaft und Jugend. Sie ist nach Lim Hwee Hua die zweite Frau in der Geschichte Singapurs, die den Status einer ordentlichen Ministerin innehat und die erste, die ein Ministerium leitet.

## Bildung
Grace Fu wurde an der Nanyang Girls’ High School und am Hwa Chong Junior College ausgebildet, bevor sie 1985 an der National University of Singapore einen Bachelor of Accountancy und 1991 einen Master of Business Administration abschloss.

## Frühe Karriere
Fu begann ihre Karriere bei der United Overseas Bank (UOB). Dort war sie von 1985 bis 1988 als Wirtschaftsprüferin tätig. Anschließend wechselte sie zur Haw Par-Gruppe, wo sie von 1991 bis 1995 in den bereichen Unternehmensplanung, Finanzkontrolle und Geschäftsentwicklung tätig war.
Im Oktober 1995 trat Fu als stellvertretende Direktorin der Finanzen in die PSA International ein. Dort übernahm sie zusätzliche Aufgaben als Vizepräsidentin der Marketingabteilung und übernahm im Oktober 1998 die Position des Financial Controllers. Im Januar 1999 wurde sie zur Vizepräsidentin der Finanzen befördert. Im April 2003 übernahm Fu die Singapur-Terminals. 2004 wurde sie Geschäftsführerin und war für die Geschäftsentwicklung der Hauptterminals von PSA in Singapur, Thailand, Brunei und Japan verantwortlich.
Fu ist seit 1992 ein nicht mehr praktizierendes Mitglied des Institute of Singapore Chartered Accountants.

## Politische Karriere
Fu war eine von 24 neuen PAP-Kandidaten, die Premierminister Lee Hsien Loong vor den Parlamentswahlen in Singapur 2006 offiziell vorgestellt hat. Sie wurde im Juni 2006 als Abgeordnete der Jurong Group Representation Constituency gewählt. Am 1. August 2006 wurde Fu zur Staatsministerin des Ministeriums für nationale Entwicklung ernannt.
Am 1. April 2008 wurde Fu zur leitenden Staatsministerin des Bildungsministeriums und des Ministeriums für nationale Entwicklung befördert.
Bei den Parlamentswahlen in Singapur im Jahr 2011 wurde Fu als Abgeordnete für den Yuhua-Wahlkreis gewählt. Nach der Wahl wurde sie zur obersten Staatsministerin im Ministerium für Information, Kommunikation und Kunst und im Ministerium für Umwelt und Wasserressourcen ernannt.
Im Januar 2012 äußerte Fu Besorgnis über die geplanten Einkommenssenkungen für die Minister und erklärte, dass eine weitere Senkung der Ministergehälter „es für alle, die ein politisches Amt in Betracht ziehen, schwieriger machen würde“. Ihre Kommentare trugen zur anhaltenden öffentlichen Debatte über die Entschädigungen und Motivation von Beamten bei und wurden von Internetnutzern Singapurs kritisiert. Andere verteidigten ihre Bemerkung als gerecht und unterstützten ihre Position, dass der Verlust der Privatsphäre und die Kontrolle durch die Öffentlichkeit einen hohen persönlichen Aufwand für Personen des öffentlichen Lebens  bedeutet, was im privaten Sektor nicht zu finden ist.
Am 31. Juli 2012 wurde Fu zusammen mit Josephine Teo zur ordentlichen Ministerin befördert. Sie ist nach Lim Hwee Hua die zweite Frau in der Geschichte Singapurs, die diesen Status innehat. Fu war von 2012 bis 2015 Ministerin in der Staatskanzlei, zweite Ministerin für Umwelt und Wasserressourcen und zweite Ministerin des Auswärtigen von.

## Persönliches Leben
Fu ist mit dem Techniker Ivan Lee verheiratet und hat drei Söhne. Ihre Großmutter, Liew Yuen Sien, war die Schulleiterin der Nanyang Girls’ High School. Ihr Vater, James Fu, war zuvor ein linker Journalist, welcher später Pressesprecher des damaligen Premierministers Lee Kuan Yew wurde. Ihre Mutter war eine Krankenschwester. Einer ihrer Söhne erhielt das Singapore Armed Forces Overseas Scholarship für ein Physikstudium an der University of Oxford.